# Madonna mit Kind (Beurig)

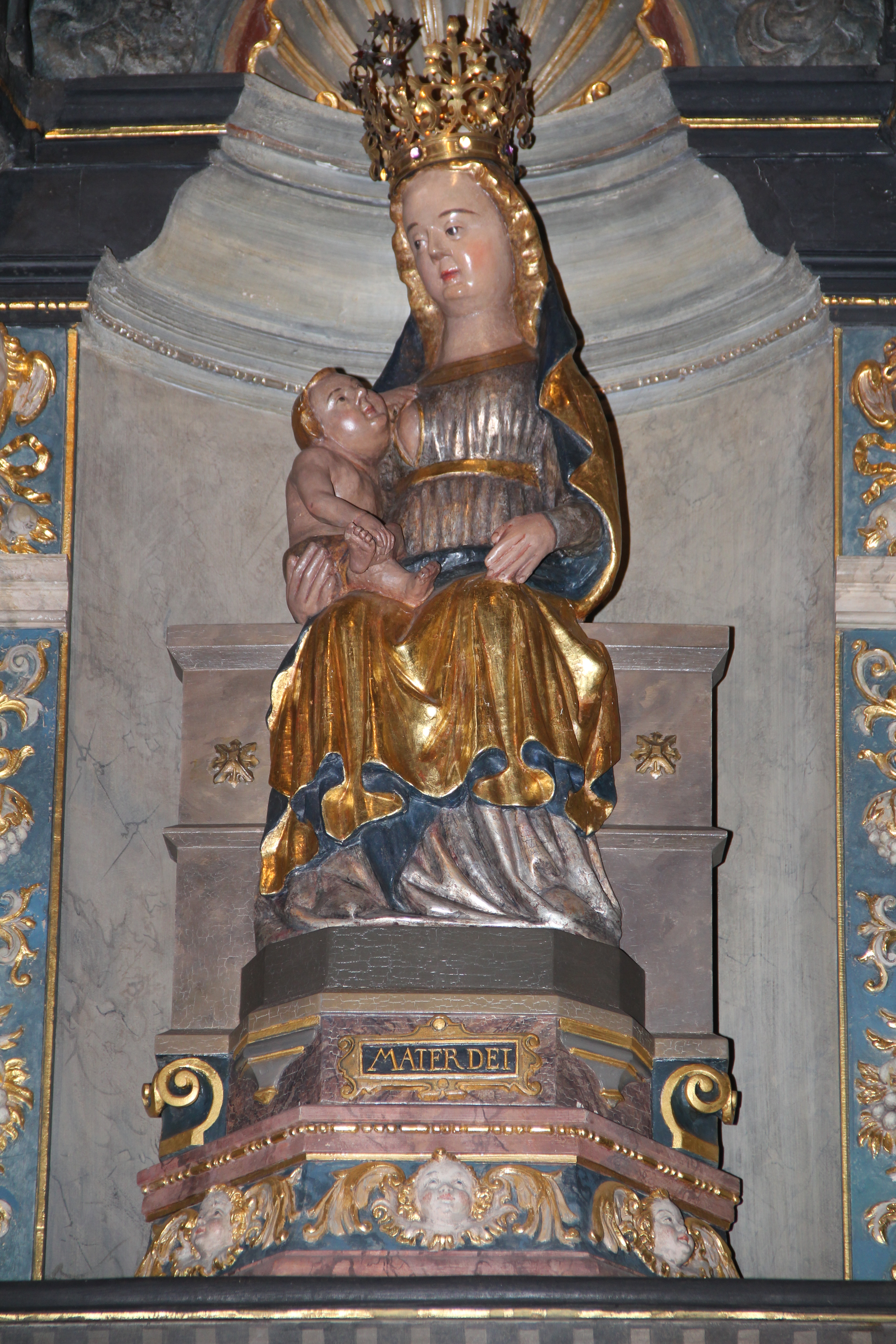
Madonna mit Kind in Beurig

Die Skulptur Madonna mit Kind in der Kirche Mariä Heimsuchung in Beurig, einem Stadtteil von Saarburg im Landkreis Trier-Saarburg in Rheinland-Pfalz, wurde um 1400 geschaffen und mehrmals neu gefasst. 
Die gotische Skulptur ist eine Flachfigur aus Holz, die nur 11 cm tief und ohne den Sockel 72 cm hoch ist. Die auf einer schlichten Bank sitzende Muttergottes mit Kind wurde nach der Legende in einem damals bewaldeten Teil von Beurig gefunden und als Gnadenbild verehrt.
Der Kopf Marias ist mädchenhaft weich und im Profil jedoch scharf betont. Der Halsansatz ist lang gestaltet. Die Krone auf dem Kopf wurde erneuert und die Figur wurde nach 1945 neu gefasst. Das auf dem rechten Knie sitzende nackte Jesuskind mit rundlich derbem Kopf fasst mit der rechten Hand sein überschlagenes Beinchen und mit der anderen Hand die Brust der Mutter. Der breite Mantel Mariens wird vor ihren Knien zu einem reichen Gefältel. Ihr hoch gegürtetes Kleid gleitet bis über die spitzen Schuhe. 